# آلفرد کارلتون گیلبرت
آلفرد کارلتون گیلبرت (انگلیسی: Alfred Carlton Gilbert; ۱۵ فوریهٔ ۱۸۸۴ – ۲۴ ژانویهٔ ۱۹۶۱) ورزشکار پرش با نیزه اهل ایالات متحده آمریکا بود.